# Regiunea Boemia de Sud
Regiunea Boemia de Sud (în cehă Jihočeský kraj) este o regiune (kraj) în partea sud-vestică a Republicii Cehe. Această regiune se învecinează cu  regiunile Plzeň, Boemia Centrală, Vysočina și Moravia de Sud. Se învecinează de asemnea cu două țări, Austria și Germania la sud.

## Împărțire administrativă
| Impărțirea administrativă (2002) | Impărțirea administrativă (2002) | Impărțirea administrativă (2002) | Impărțirea administrativă (2002) | Impărțirea administrativă (2002) |
| -------------------------------- | -------------------------------- | -------------------------------- | -------------------------------- | -------------------------------- |
|                                  |                                  |                                  |                                  |                                  |
| Okres (District)                 | Suprafața in km²                 | Locuitori                        | Vârsta medie                     | Comune                           |
| České Budějovice                 | 1.625                            | 178.523                          | 39,0                             | 107                              |
| Český Krumlov                    | 1.615                            | 59.817                           | 37,2                             | 46                               |
| Jindřichův Hradec                | 1.944                            | 92.846                           | 38,8                             | 106                              |
| Písek                            | 1.138                            | 70.419                           | 39,9                             | 76                               |
| Prachatice                       | 1.375                            | 51.410                           | 37,9                             | 65                               |
| Strakonice                       | 1.032                            | 69.496                           | 39,6                             | 112                              |
| Tábor                            | 1.327                            | 102.586                          | 39,7                             | 111                              |